# عين حرودة
عين حرودة مدينة مغربية تقع مابين الدار البيضاء ومحمدية، واسمها الاصلي هو 17 (سبعة عشر)؛ وهي تعني ( النقطة الكيلومترية 17 ) حتى عام 2014 حين أعطيت الاسم الجديد من بعد الاعتراف بها كمدينة وإداريا فبلدية عين حرودة تابعة لجهة الدار البيضاء ازداد  فيها العمران بشكل سريع جدا؛ لقربها من المنطقة الصناعية للدار البيضاء ومناخها المعتدل جعلت منها مدينة تزدهر بالعمران بشكل سريع وتبعد عن الشاطئ حوالي 5 كم تقريبا.

## المناخ
إن محاذاة مدينة عين حرودة للمحيط الأطلسي جعلها تتمتع بمناخ معتدل على العموم.
الحرارة العليا: 23 درجة
الحرارة الدنيا: 10 درجات
التساقطات السنوية: 400 ملم
| البيانات المناخية لـعين حرودة     | البيانات المناخية لـعين حرودة | البيانات المناخية لـعين حرودة | البيانات المناخية لـعين حرودة | البيانات المناخية لـعين حرودة | البيانات المناخية لـعين حرودة | البيانات المناخية لـعين حرودة | البيانات المناخية لـعين حرودة | البيانات المناخية لـعين حرودة | البيانات المناخية لـعين حرودة | البيانات المناخية لـعين حرودة | البيانات المناخية لـعين حرودة | البيانات المناخية لـعين حرودة | البيانات المناخية لـعين حرودة |
| الشهر                             | يناير                         | فبراير                        | مارس                          | أبريل                         | مايو                          | يونيو                         | يوليو                         | أغسطس                         | سبتمبر                        | أكتوبر                        | نوفمبر                        | ديسمبر                        | المعدل السنوي                 |
| --------------------------------- | ----------------------------- | ----------------------------- | ----------------------------- | ----------------------------- | ----------------------------- | ----------------------------- | ----------------------------- | ----------------------------- | ----------------------------- | ----------------------------- | ----------------------------- | ----------------------------- | ----------------------------- |
| متوسط درجة الحرارة الكبرى °م (°ف) | 17.1 (62.8)                   | 17.9 (64.2)                   | 19.2 (66.6)                   | 20.5 (68.9)                   | 22.2 (72.0)                   | 24.0 (75.2)                   | 25.9 (78.6)                   | 26.3 (79.3)                   | 25.5 (77.9)                   | 23.7 (74.7)                   | 20.6 (69.1)                   | 18.3 (64.9)                   | 21.8 (71.2)                   |
| متوسط درجة الحرارة الصغرى °م (°ف) | 8.4 (47.1)                    | 9.1 (48.4)                    | 10.0 (50.0)                   | 11.8 (53.2)                   | 14.2 (57.6)                   | 17.4 (63.3)                   | 19.5 (67.1)                   | 20.1 (68.2)                   | 18.2 (64.8)                   | 15.2 (59.4)                   | 12.0 (53.6)                   | 9.5 (49.1)                    | 13.8 (56.8)                   |
| معدل هطول الأمطار مم (إنش)        | 62.2 (2.45)                   | 59.0 (2.32)                   | 50.7 (2.00)                   | 40.2 (1.58)                   | 18.8 (0.74)                   | 5.8 (0.23)                    | 0.7 (0.03)                    | 0.4 (0.02)                    | 4.9 (0.19)                    | 31.1 (1.22)                   | 75.1 (2.96)                   | 77.7 (3.06)                   | 426.6 (16.8)                  |
| متوسط الأيام الممطرة              | 9.8                           | 9.3                           | 9.1                           | 8.7                           | 5.4                           | 2.6                           | 0.4                           | 0.4                           | 2.1                           | 6.2                           | 9.7                           | 10.2                          | 73.9                          |
| ساعات سطوع الشمس الشهرية          | 189.1                         | 189.2                         | 241.8                         | 261.0                         | 294.5                         | 285.0                         | 303.8                         | 294.5                         | 258.0                         | 235.6                         | 192.0                         | 182.9                         | 2٬927٫4                       |
| المصدر: Hong Kong Observatory     |                               |                               |                               |                               |                               |                               |                               |                               |                               |                               |                               |                               |                               |

## التعليم
تعتبر مدارس عين حرودة من أول المدارس في التعليم في مدينة الدار البيضاء رغم وجود ثانوية واحدة فيها وإعدادية وادي المخازن وإعدادية عين حرودة
مدارس عين حرودة :
-ثانوية عين حرودة 
-إعدادية عين حرودة
-إعدادية وادي المخازن 
-إبتدائية عين حرودة 1 و 2

## الاقتصاد
تتمركز عدة شركات وطنية وعالمية على تراب عين حرودة منها الشركة العالمية للأثاث والمفروشات المنزلية أيكيا وشركة التبغ المغربية الطاديس مما أدى إلى إنتاج دخل للمدينة يساعدها في حل مشاكلها وإصلاح عدة مرافق ومؤسسات.

## النقل
لا تتوفر مدينة عين حرودة حاليا على شركة نقل للساكنة، بل لها خطان للنقل الحضري بواسطة الحافلات توفرهما شركة ألزا سيتي باص يربطانها بمدينة المحمدية، بالإضافة لسيارات الأجرة الكبيرة.